# Anotia

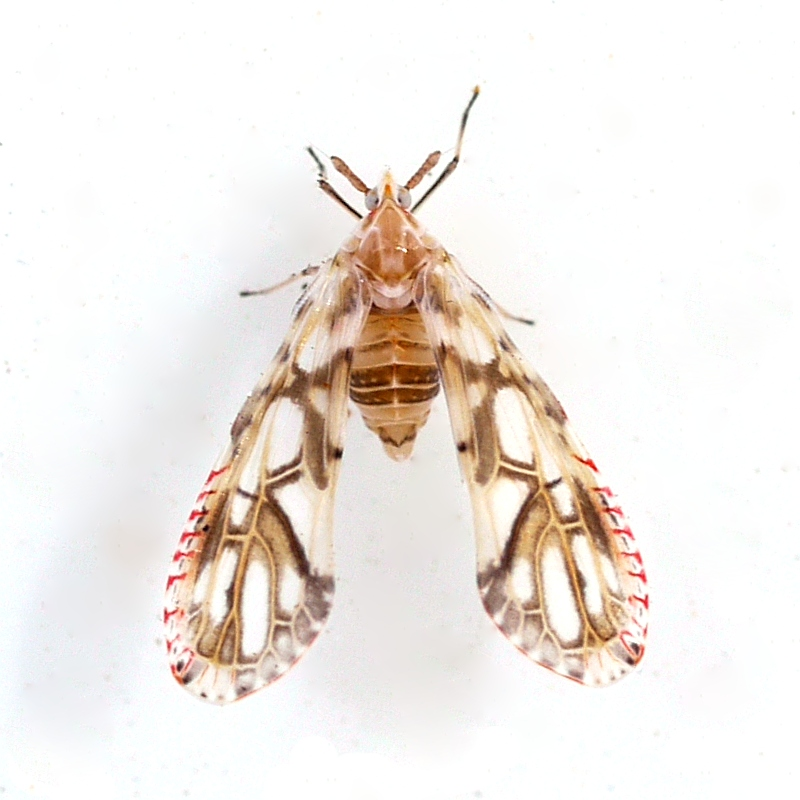
Anotia kirkaldyi

Anotia (лат.) — род цикадовых насекомых из семейства Derbidae. Известно около 20 видов. Северная и Центральная Америка, Юго-Восточная Азия, Дальний Восток России.

## Описание
Бледные, внешне хрупкие равнокрылые насекомые, обычно 5—7 мм длиной, с крыльями, значительно превышающими тело (в 2 раза больше длины тела), часто при жизни несколько приподнятыми и отстоящими от тела. Голова сильно сжата сбоку, боковые кили на лбу почти соприкасаются; выступают за пределы глаз на расстояние, примерно равное ширине глаз, и наклонены вверх под углом ~45 градусов, субтреугольные на вершине (вид сбоку). Вертекс обычно треугольный в дорсальном виде, диск глубоко вогнут, боковые кили сходятся перед фастигиумом. Антенны с первым члеником очень маленьким, второй членик сильно удлинен (достигает или превышает вершину головы), субантеннальный отросток отсутствует. Передние крылья с пустулами вдоль базальной части костальной жилки, гумеральный край костальной жилки превращен в слабую лопасть или не превращен; медиальная жилка сросщаяся с радиусом + субкостом у основания крыла, вильчатая в проксимальной четверти, RP вильчатый от RA + ScP в проксимальной половине крыла. Объединенные Pcu+A1 простираются до CuP (то есть клавус открыт). Второй тарсомер задних лапок с рядом из 4—5 шипиков.
Среди растений-хозяев отмечены Acnistus arborescens (Паслёновые), кокосовая пальма (Cocos nucifera, Пальмовые), Spartina pectinata (Злаки).

## Этимология
Родовое название Anotia составлено на основе сочетания слов др.-греч. ἀν- (нет) + др.-греч. ους, αυτί (ухо) + -др.-греч. ία (суффикс существительного).

## Классификация
Известно около 20 видов.
- Anotia bonnetii Kirby, 1821 c g b
- Anotia burnetii Fitch, 1856 c g
- Anotia caliginosa Ball, 1937 c g b
- Anotia cerebro Bahder & Bartlett, 2023[2]
- Anotia firebugia Bahder & Bartlett, 2020[10]
- Anotia fitchi Van Duzee, 1893 c g b
- Anotia formaster Fennah, 1952 c g
- Anotia invalida Fowler, 1904 c g
- Anotia kirkaldyi Ball, 1902 c g b
- Anotia lineata Ball, 1937 c g
- Anotia marginicornis Fowler, 1904 c g
- Anotia mcateei (Dozier, 1928) c g
- Anotia pellucida Fowler, 1904 c g
- Anotia punctata Metcalf, 1938 c g
- Anotia robertsonii Fitch, 1856 c g b
- Anotia rubrinoda Fennah, 1952 c g
- Anotia ruficornis Fowler, 1904 c g
- Anotia sanguinea Fennah, 1952 c g
- Anotia septentrionalis Anufriev, 1968 c g[11]
- Anotia smithi Fowler, 1904 c g
- Anotia tenella Fowler, 1904 c g
- Anotia uhleri (Van Duzee, 1889) c g b
- Anotia westwoodi Fitch, 1856 c g

Источники: i = ITIS, c = Catalogue of Life, g = GBIF, b = Bugguide.net